# .22 Savage Hi-Power
.22 Savage Hi-Power набій, також відомий як 5,6×52ммR, створений Чарльзом Ньютоном та представлений компанією Savage Arms в 1912 році. Його розробили для використання в безкурковій важільній гвинтівці Savage Модель 99. Набій створено на базі набою .25-35 Winchester шляхом обтискання дульця для використання кулі діаметром .227in/.228in. Спочатку набій споряджався напівоболонковою кулею вагою 70 гран, яка могла рухатися зі швидкістю 850 м/с.

## Історія та опис

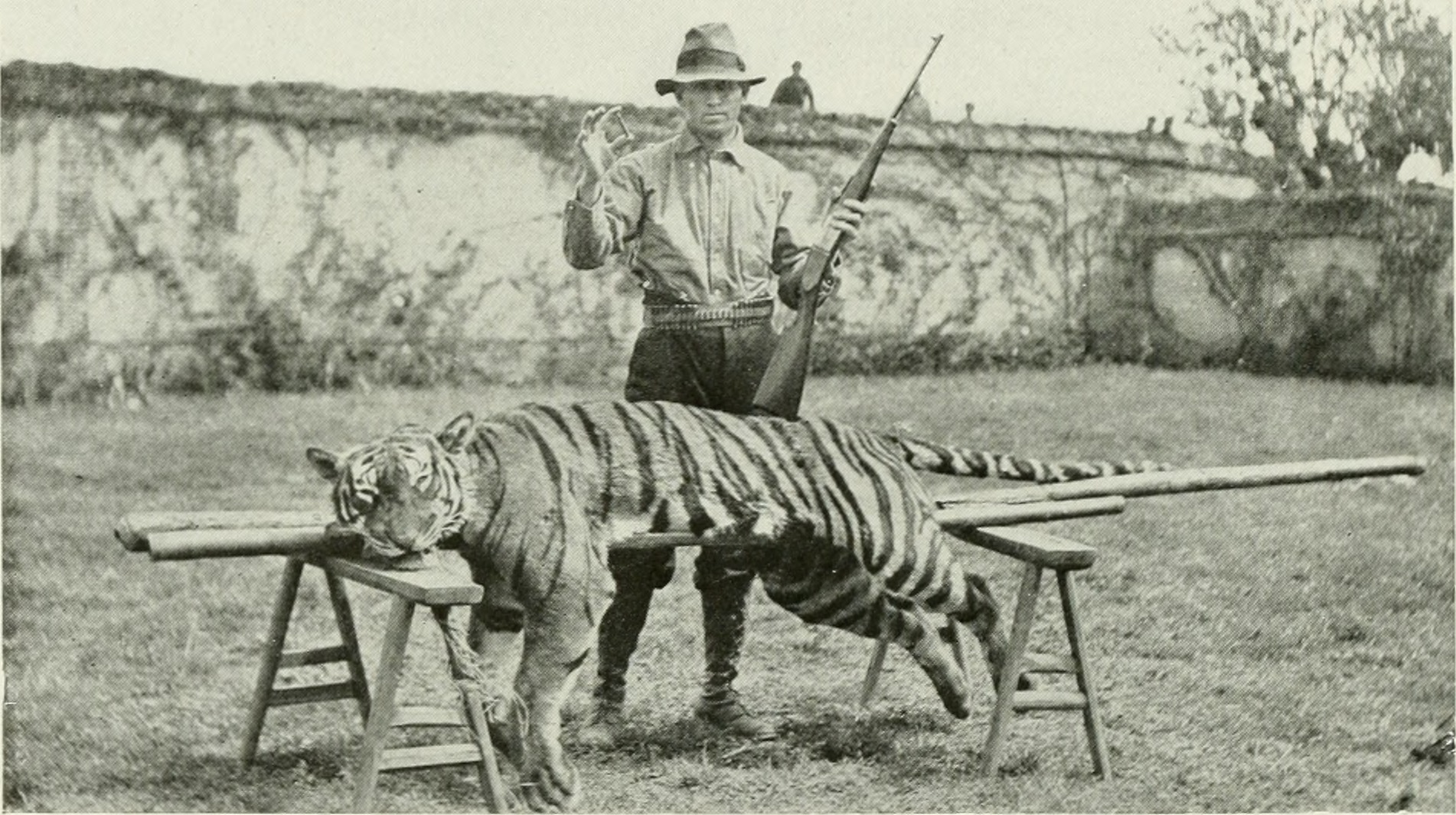
400-фунтовий тигр вбитий преподобним Г.Р. Колдуеллом з гвинтівки Savage Модель 99 під набій .22 Savage Hi-Power

Відносно висока для того часу швидкість і "шокуюча" потужність .22 Savage Hi-Power привели до початкового сплеску популярності, і йому приписували майже магічну убивчу силу навіть для великої та небезпечної м'якошкірої дичини, наприклад, тигрів. Місіонер Г. Р. Колдуелл за допомогою набою .22 Savage Hi-Power вбив тигра вагою 400 фунтів в Китаї, цей факт компанія Savage використала в рекламі цього набою. Відомий мисливець на слонів В. Д. М. Белл використовував набої .22 Savage Hi-Power для вбивства лісових буйволів в Західній Африці в 1920-х роках і писав в своїх статтях про те, що набій був популярним на той час для полювання на оленів в Шотландії. Хоча у Великій Британії набій використовували для полювання на червоних оленів, він втратив популярність як набій для полювання на велику дичину після появи інших набоїв, наприклад, .250-3000. З часом інші набої центрального запалення .22 калібру перевершили за характеристиками набій, наприклад .220 Swift, а з появою в 1960-х роках набою .223 Remington його визнали застарілим. Зараз його вважають вінтажним набоєм, любителі використовують набій для полювання на дрібну дичину так само, як і набій .223 Remington, хоча там де це дозволено його використовують для полювання на оленів. В Європі набій до сих пір використовують в дриллінгах та схожій комбінованій зброї, а мисливці до сих пір використовують для полювання на європейських невеликих оленевих, наприклад, сарну європейську.

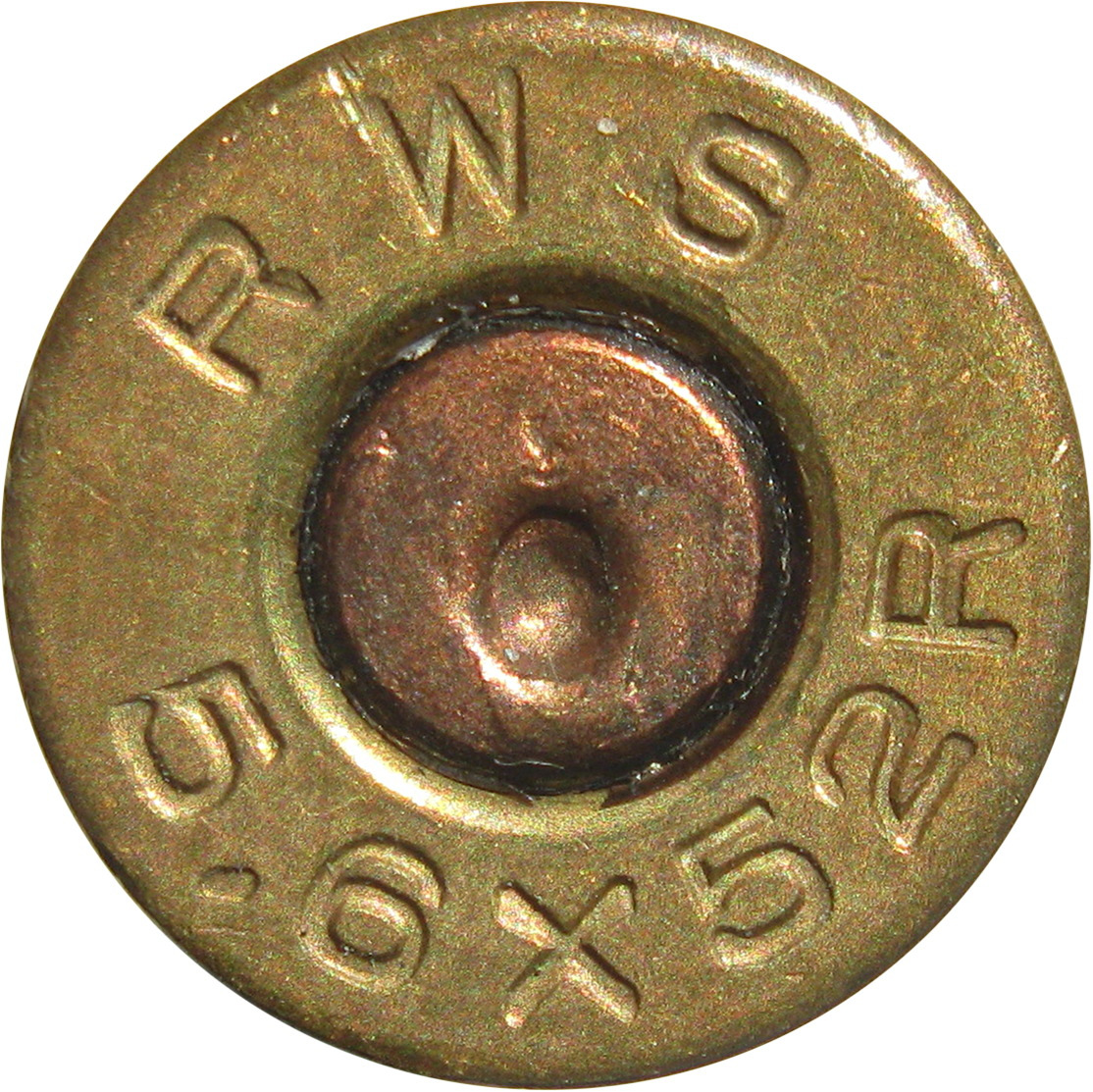
Донце набою RWS 5,6x52R

Хоча набій .22 Savage Hi-Power більше не випускають в США, в Європі його до сих пір випускають кілька виробників. В Європі набій .22 Savage Hi-Power називають "5,6×52ммR", його випускють компанії RWS, Norma, Sellier & Bellot та Prvi Partisan. 